# 47.ª edición de los Premios Grammy
La 47.ª edición de los Premios Grammy se celebró el 13 de febrero de 2005 en el Staples Center de Los Ángeles, en reconocimiento a los logros discográficos alcanzados por los artistas musicales durante el año anterior. El evento fue presentado por Queen Latifah y fue televisado en directo en Estados Unidos por CBS. Ray Charles, a cuya memoria estaba dedicada esta edición, fue el gran ganador obteniendo póstumamente un total de ocho galardones. Kanye West obtuvo diez nominaciones.

## Actuaciones
Durante la ceremonia se interpretaron las siguientes canciones:
- Un medley formado por las siguientes canciones e intérpretes:
  - "Let's Get It Started" — The Black Eyed Peas.
  - "Rich Girl" — Gwen Stefani & Eve.
  - "Heaven" — Los Lonely Boys.
  - "Take Me Out" — Franz Ferdinand.
  - "This Love" — Maroon 5.

- "Across The Universe" — Stevie Wonder, Bono, Billie Joe Armstrong, Alicia Keys, Steven Tyler, Norah Jones, Tim McGraw, Brian Wilson, Alison Krauss y Velvet Revolver.
- "Escapémonos" — Jennifer López y Marc Anthony.

## Ganadores y nominados

### Generales
- Grabación del año
  - Ray Charles & Norah Jones por "Here We Go Again"
  - The Black Eyed Peas por "Let's Get It Started"
  - Green Day por "American Idiot"
  - Los Lonely Boys por "Heaven"
  - Usher con Lil' Jon & Ludacris por "Yeah!"

- Álbum del año
  - Ray Charles & varios artistas por Genius Loves Company
  - Green Day por American Idiot
  - Alicia Keys por The Diary of Alicia Keys
  - Usher por Confessions
  - Kanye West por The College Dropout

- Canción del año
  - John Mayer por "Daughters" 
  - Alicia Keys por "If I Ain't Got You"
  - Kanye West por "Jesus Walks"
  - Tim McGraw por "Live Like You Were Dying"
  - Hoobastank por "The Reason"

- Mejor artista novel
  - Maroon 5
  - Los Lonely Boys
  - Joss Stone
  - Kanye West
  - Gretchen Wilson

### Alternativa
- Mejor álbum de música alternativa
  - Wilco por A Ghost Is Born

### Blues
- Mejor álbum de blues tradicional
  - Etta James por Blues to the Bone
- Mejor álbum de blues contemporáneo
  - Keb' Mo' por Keep It Simple

### Clásica
- Mejor interpretación orquestal
  - John Coolidge Adams, Lawrence Rock, Richard Elkind (productores), Lorin Maazel (director), Brooklyn Youth Chorus, New York Choral Artists & New York Philharmonic por Adams: On the Transmigration of Souls
- Mejor interpretación solista vocal clásica
  - Susan Graham por Ives: Songs (The Things Our Fathers Loved; The Housatonic at Stockbridge, etc.)
- Mejor grabación de ópera
  - Martin Sauer (productor), René Jacobs (director), Patrizia Ciofi, Véronique Gens, Simon Keenlyside, Angelika Kirchschlager & Lorenzo Regazzo por Mozart: Le nozze di Figaro
- Mejor interpretación coral
  - Robert Spano (director), Norman Mackenzie (director de coro), Frank Lopardo & Atlanta Symphony Orchestra & Chorus por Berlioz: Requiem
- Mejor interpretación clásica, solista instrumental (con orquesta)
  - André Previn (director), Anne-Sophie Mutter, Boston Symphony Orchestra & London Symphony Orchestrapor Previn: Concierto para violín "Anne-Sophie" / Bernstein: Serenade
- Mejor interpretación clásica, solista instrumental (sin orquesta)
  - David Russell por Aire Latino (Morel, Villa-Lobos, Ponce, etc.)
- Mejor interpretación de conjunto musical pequeño o música de cámara
  - Jeff von der Schmidt (director) & Southwest Chamber Music por Chávez: Complete Chamber Music, Vol. 2
- Mejor interpretación de música de cámara
  - Martha Argerich & Mijaíl Pletniov por Prokófiev (Arr. Pletniov): Cenicienta -Suite para dos pianos / Ravel: Ma Mère l'Oye
- Mejor composición clásica contemporánea
  - John Adams (compositor), John Coolidge Adams, Lawrence Rock, Richard Elkind (productores), Lorin Maazel (director), Brooklyn Youth Chorus, New York Choral Artists & New York Philharmonic por Adams: On the Transmigration of Souls
- Mejor álbum de música clásica
  - John Coolidge Adams, Lawrence Rock, Richard Elkind (productores), Lorin Maazel (director), Brooklyn Youth Chorus, New York Choral Artists & New York Philharmonic por Adams: On the Transmigration of Souls
- Mejor álbum crossover de música clásica
  - Los Angeles Guitar Quartet por LAGQ's Guitar Heroes

### Composición y arreglos
- Mejor composición instrumental
  - Paquito D'Rivera (compositor); Yo-Yo Ma (intérprete) por "Merengue"
- Mejor arreglo instrumental
  - Slide Hampton (arreglista); The Vanguard Jazz Orchestra (intérpretes) por "Past Present and Future"
- Mejor arreglo instrumental acompañado de vocalista
  - Victor Vanacore (arreglista); Ray Charles & Johnny Mathis (intérpretes) por "Over the Rainbow"

### Composición para medio visual
- Mejor recopilación de banda sonora para película, televisión u otro medio visual
  - Zach Braff (productor) & varios artistas por Garden State
- Mejor composición instrumental escrita para una película, televisión u otro medio visual
  - John J. Kurlander (ingeniero/mezclador); Howard Shore (compositor) por El Señor de los Anillos: el retorno del Rey
- Mejor canción escrita para una película, televisión u otro medio visual
  - Annie Lennox, Howard Shore &  Fran Walsh; Annie Lennox (intérprete) por "Into the West" (de El Señor de los Anillos: el retorno del Rey)

### Country
- Mejor interpretación vocal country, femenina
  - Gretchen Wilson por "Redneck Woman"
- Mejor interpretación vocal country, masculina
  - Tim McGraw por "Live Like You Were Dying"
- Mejor interpretación country, duo o grupo
  - Dixie Chicks por "Top of the World"
- Mejor colaboración vocal country
  - Loretta Lynn & Jack White por "Portland Oregon"
- Mejor interpretación instrumental country
  - Nitty Gritty Dirt Band & Earl Scruggs, Randy Scruggs, Vassar Clements & Jerry Douglas por "Earl's Breakdown"
- Mejor canción country
  - Tim Nichols & Craig Wiseman (compositores); Tim McGraw (intérprete) por "Live Like You Were Dying"
- Mejor álbum de música country
  - Loretta Lynn por Van Lear Rose
- Mejor álbum de bluegrass
  - Ricky Skaggs & Kentucky Thunder por Brand New Strings

### Dance
- Mejor grabación dance
  - Britney Spears por "Toxic"
- Mejor álbum de dance/electrónica
  - Basement Jaxx por "Kish Kash"

### Espectáculo musical
- Mejor álbum de espectáculo musical
  - Stephen Schwartz (productor/ingeniero/letrista) & el reparto original de Broadway con Kristin Chenoweth & Idina Menzel por Wicked

### Folk
- Mejor álbum de folk tradicional
  - Steve Fishell, David Macias & Tamara Saviano (productores); varios intérpretes por Beautiful Dreamer - The Songs of Stephen Foster
- Mejor álbum de folk contemporáneo
  - Steve Earle por The Revolution Starts Now
- Mejor álbum de música nativo americana
  - Bill Miller por Cedar Dream Songs
- Mejor álbum de folk hawaiano
  - Charles Michael Brotma (productor); varios intérpretes por Slack Key Guitar Volume 2

### Gospel
- Mejor interpretación gospel
  - Ray Charles & Gladys Knight por "Heaven Help Us All"
- Mejor álbum gospel pop/contemporáneo
  - Steven Curtis Chapman por All Things New
- Mejor álbum gospel rock
  - Third Day por Wire
- Mejor álbum gospel soul tradicional
  - Ben Harper & the Blind Boys of Alabama por There Will Be a Light
- Mejor álbum gospel soul contemporáneo
  - Smokie Norful por Nothing Without You
- Mejor álbum gospel sureño, country o bluegrass
  - Randy Travis por Worship & Faith
- Mejor álbum gospel, coro o coros
  - The Brooklyn Tabernacle Choir por Live ... This is Your House

### Hablado
- Mejor álbum hablado
  - Bill Clinton por My Life
- Mejor álbum de comedia
  - Jon Stewart & el reparto de The Daily Show por The Daily Show with Jon Stewart Presents ... America: A Citizen's Guide to Democracy Inaction

### Histórico
- Mejor álbum histórico
  - Daniel Cooper, Michael Gray (productores), Joseph M. Palmaccio & Alan Stoker (ingenieros de masterización); varios intérpretes por Night Train to Nashville: Music City Rhythm and Blues, 1945-1970

### Infantil
- Mejor álbum musical para niños
  - Cathy Fink & Marcy Marxer (productor); varios intérpretes por cELLAbration! A Tribute to Ella Jenkins
- Mejor álbum hablado para niños
  - Céline Dion por Miracle: A celebration of new life

### Jazz
- Mejor solista de jazz instrumental
  - Herbie Hancock por "Speak Like a Child"
- Mejor álbum de jazz instrumental, individual o grupo
  - McCoy Tyner con Gary Bartz, Terence Blanchard, Christian McBride y Lewis Nash por Illuminations
- Mejor álbum de jazz, conjunto grande
  - Maria Schneider Orchestra por Concert in the Garden
- Mejor álbum de jazz vocal
  - Nanncy Wilson por R.S.V.P. (Rare Songs, Very Personal)
- Mejor álbum de jazz contemporáneo
  - Bill Frisell  por Unspeakable
- Mejor álbum de jazz latino
  - Charlie Haden por Land of the Sun

### Latina
- Mejor interpretación pop latino
  - Marc Anthony por Amar sin mentiras
- Mejor interpretación latina tropical tradicional
  - Cachao López "Cachao" por ¡Ahora sí!
- Mejor interpretación mexicano-americana
  - Intocable por Íntimamente
- Mejor interpretación rock latino/alternativo
  - Ozomatli por Street Signs
- Mejor álbum tejano
  - David Lee Garza, Joel Guzman & Sunny Sauceda por Polkas, Gritos y Accordeones
- Mejor álbum de salsa/merengue
  - Spanish Harlem Orchestra con Rubén Blades por Across 110th Street

### New age
- Mejor álbum de new age
  - Will Ackerman por Returning